# Storuman
Storuman – miejscowość w północnej Szwecji, nad jeziorem Storuman. Siedziba gminy Storuman. W roku 2017 miasto miało 2173 mieszkańców.
Przez miasto przebiegają drogi europejskie E12 i E45, oraz linia kolejowa Inlandsbanan.

## Historia
Wioska została założona w 1741 roku pod nazwą Lupsen. W roku 1936 Storuman stało się gminą miejską, która została rozwiązana w 1963 roku. Obecna gmina powstała w 1971 roku w wyniku połączenia gmin Stensele i Tärna.

## Galeria

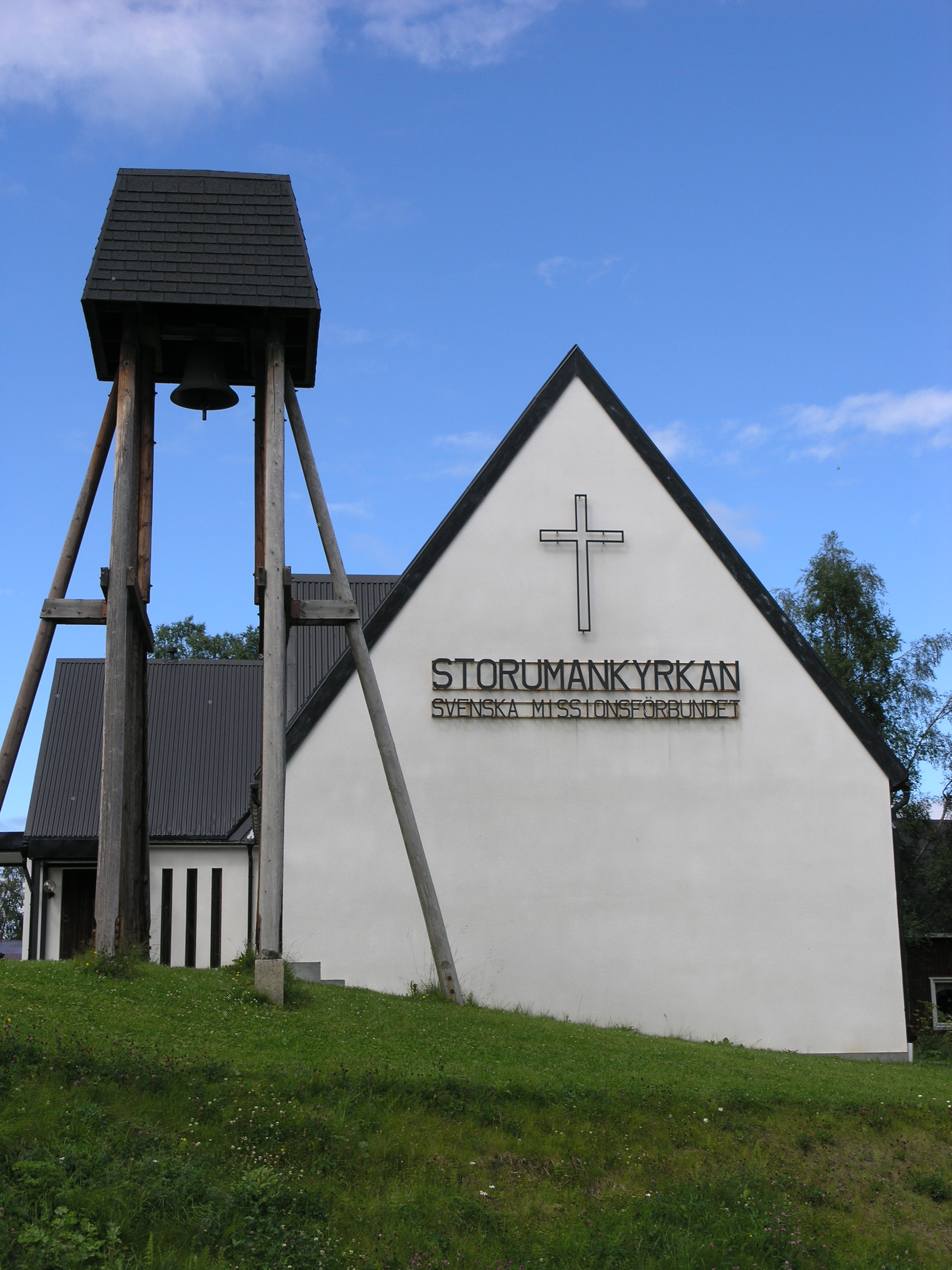
Kościół w Storuman.
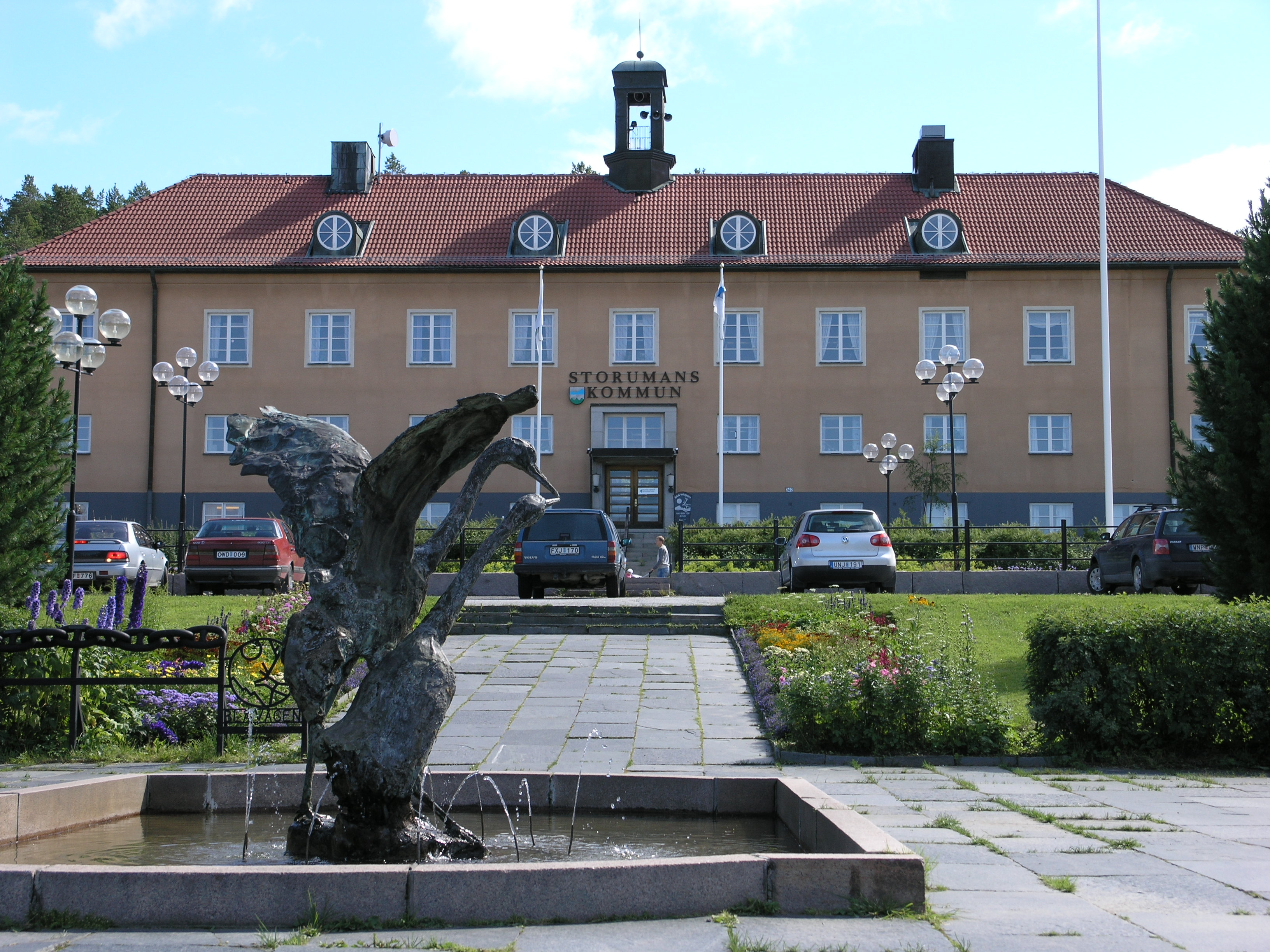
Samorząd lokalny w Storuman.
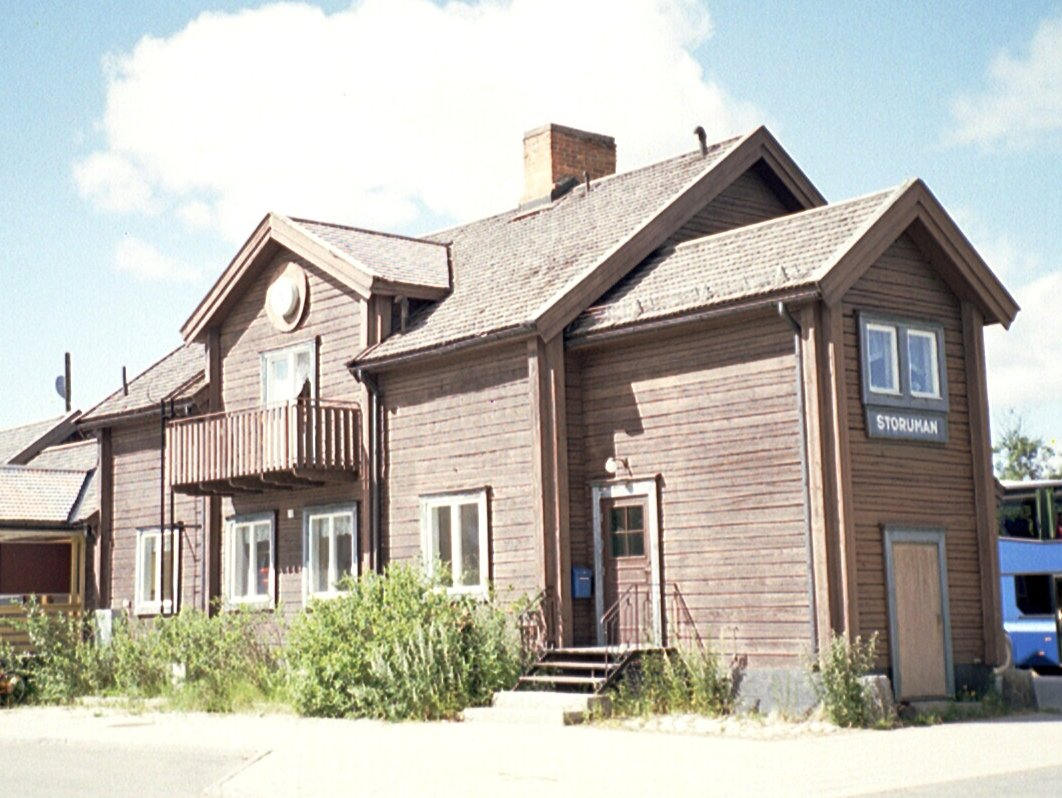
Stacja kolejowa w Storuman.
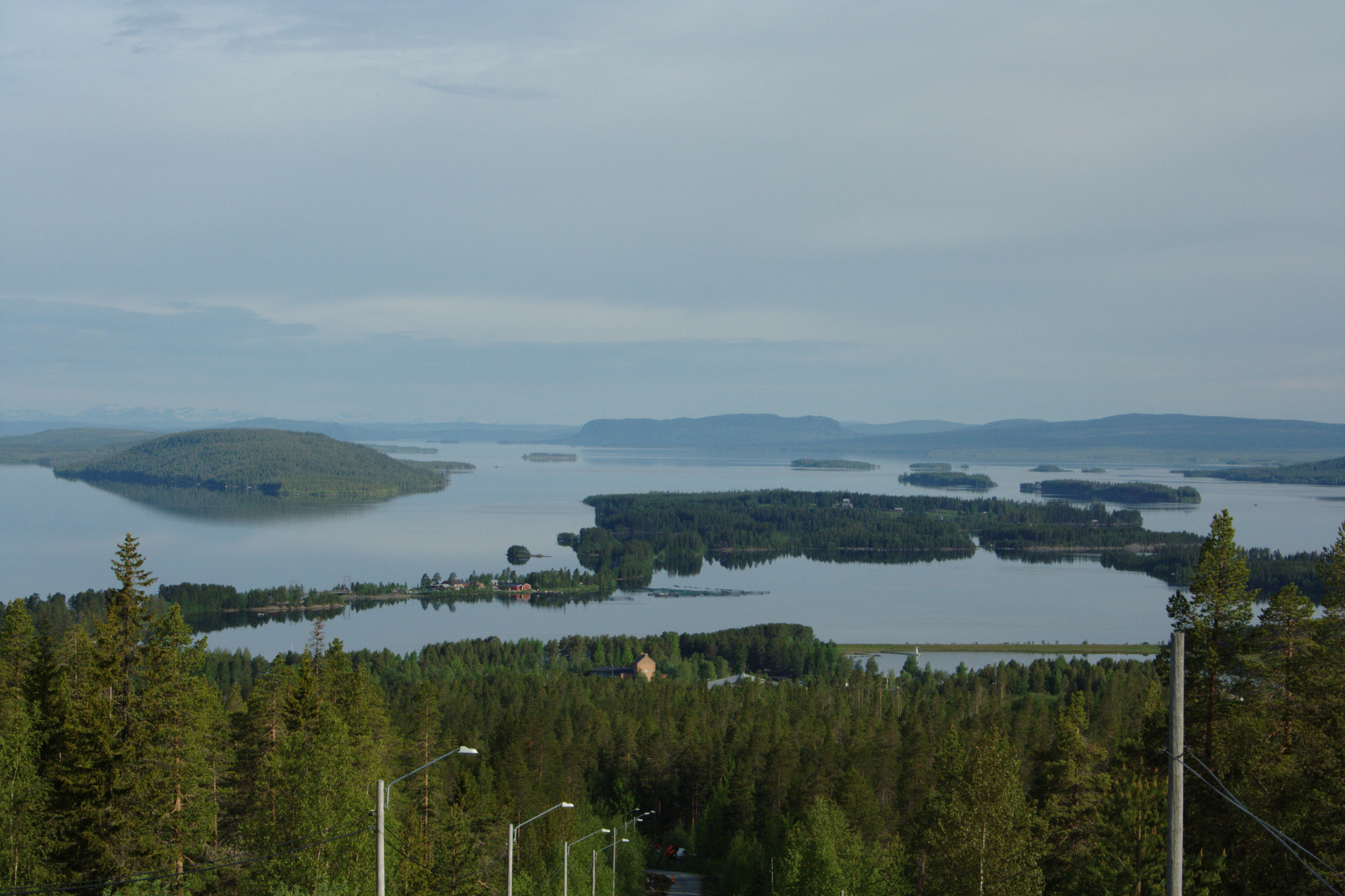
Widok na Jezioro Storuman.

## Znane osoby
- Björn Ferry, biathlonista